# María Hortensia García Marín
María Hortensia "Lala" García Marín (Guaminí, provincia de Buenos Aires; 14 de febrero de 1920-ciudad de Buenos Aires, 1 de diciembre de 2015) fue una dirigente política peronista y la primera presa política argentina de las distintas dictaduras.

## Biografía

### Actividad política
Con el surgimiento del peronismo entre 1943-1945 y el triunfo de Juan D. Perón en las elecciones presidenciales de 1946, Lala adhirió al peronismo y dedicó sus esfuerzos a la actividad política. En ese momento, las mujeres en la Argentina tenían prohibido actuar en la vida partidaria, por lo que integró el grupo de mujeres que, lideradas por Eva Perón, impulsaban la sanción de la ley del voto femenino, aprobada finalmente en 1947 por ley 13.010.
El 16 de septiembre de 1955, cuando el golpe de Estado derrocó al gobierno constitucional de Juan Domingo Perón, fue detenida y trasladada al Correccional de mujeres, de la calle Humberto 1ª y Defensa, debido a su filiación peronista. Allí permaneció durante varios meses.
Integrante de una familia que participó en la resistencia peronista, su casa —ubicada en la calle Defensa 777— era centro de reunión de quienes luchaban por el retorno de Perón y el concomitante regreso al régimen democrático, del que la autodenominada Revolución Libertadora había privado a los argentinos.
Su padre, Francisco García Marín era un firme defensor de aquella postura y dio siempre refugio a los que así pensaban… No es de extrañar, entonces, que el 8 de julio de 1956 (68 años), día del legítimo levantamiento cívico-militar encabezado por el general Juan J. Valle, Lala Marin fuera otra vez detenida – acusada de ser un miembro conspirativo contra el régimen de facto- y trasladada a diversas unidades carcelarias del país: Olmos, Santa Rosa (en la que se habilitó una celda especial, pude era la única mujer presa en una cárcel de hombres) para ser luego llevada a la de Concordia, más tarde, otra vez Olmos y nuevamente el Correccional de Mujeres. En total, Lala estuvo ocho años presa y su padre y sus hermanos también sufrieron los vejámenes de la prisión.
Madre de dos hijos: Charito quien estuvo casada con el prestigioso historiador Enrique Pavón Pereyra, y Omar, residente en España.

“Carcelero: tendrás mis huesos, pero no mi alma…”. Lala Marín fue libre cuando estuvo presa y fue libre cuando proclamó sus ideas sin concesiones en calles, en reuniones, en asambleas… leal a un líder, a una idea de país libre, justo y soberano …

Durante el período de ilegalización del peronismo (1955-1972) se convirtió en una más de las dirigentes de la rama femenina del movimiento de lo que se conoce como la "Resistencia Peronista". Cuando el Partido Justicialista volvió a ser legalizado en 1972, integró el Consejo Superior del mismo, en representación de la Rama Femenina del movimiento. En el seno del mismo adoptó una posición contraria a la conducción de Jorge Daniel Paladino. En 1972 integró la delegación que acompañó a Juan D. Perón en su regreso a la Argentina.

## Honores

### Eponimia
- Biblioteca Popular del SEDUCA “Lala” Marín[10]

### Obituario
SEPELIOS Y PARTICIPACIONES publicado el 3 de diciembre de 2015

María Hortensia (Lala) García Marín Te despedimos con amor y admiración por tu inquebrantable lealtad a la patria y a tu Movimiento Nacional Justicialista. Sus hijos Omar Real, María del Rosario (Charito), sus nietos Valeria Pavón Pereyra y Enrique Manuel, su bisnieta Josefina Rodríguez Petit y demás familiares. Inhumación hoy, en el cementerio de Recoleta, a las 11.30